# اوسل (رون آلپ)
اوسل (به فرانسوی: Ucel) یک کمون در فرانسه است که در Canton of Vals-les-Bains واقع شده‌است.

## خصوصیات
اوسل ۵٫۵۴ کیلومترمربع مساحت و ۱٬۸۹۴ نفر جمعیت دارد و ۲۲۰ متر بالاتر از سطح دریا واقع شده‌است.